# An-Nabk
An-Nabk (arab. ‏النبك‎) – miasto w Syrii, w muhafazie Damaszku. W spisie z 2004 roku liczyło 32 548 mieszkańców.